# Arrecifes partido
Arrecifes  egy partido (körzet) Argentínában a Buenos Aires tartományban. A fővárosa Arrecifes.

## Települések
Városok (Localidades )
| - Arrecifes |

Falvak ( Parajes)
| - Todd - Viña |

## Népesség
| Népesség | 4.245 | 8.964    | 20.563   | 29.988  | 27.807 | 19.443  | 22.012  | 24.593  | 27.279  |
| Változás | -     | +111,16% | +129,39% | +45,83% | -7,27% | -30,07% | +13,21% | +11,72% | +10,92% |